# Guinde

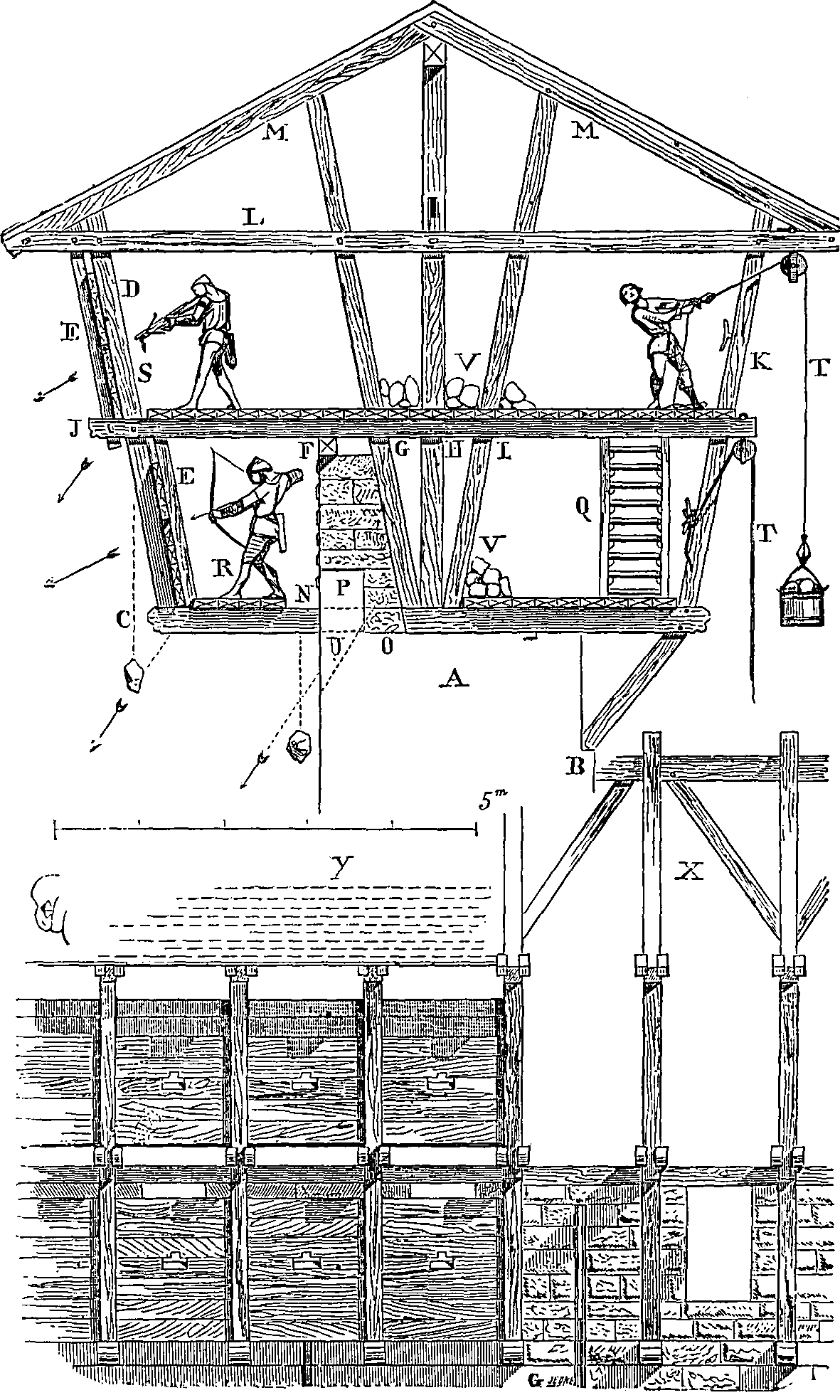
Guinde (T)

Une guinde est un lien qui sert à accrocher les portants d'un décor les uns aux autres, ou à les suspendre aux cintres. Elle désigne une grue à bras pour élever les fardeaux.
C'est l'un des mots que l'on utilise, au théâtre, à la place du mot corde. Mot fatal, interdit sur une scène ou sur un plateau de cinéma, en référence à la seule corde qui se trouve sur un bateau : celle de la pendaison.
En effet, en France, les marins inoccupés à la mer se recyclaient dans la mise en œuvre des décors, qui demandait un gros travail physique au fil ou au bout (autres termes fréquemment utilisés pour remplacer "corde") auquel ils étaient habitués. Beaucoup des termes de machinerie viendraient donc de la marine. Le terme "guinde" viendrait de "guindeau".
Par extension, désigne un petit treuil servant à tendre un câble , employé en marine ou pour les agrès de théâtre et de cirque. De ce sens dérive un terme argotique (vieilli) désignant une automobile (on le trouve de façon récurrente dans les ouvrages de la série policière San Antonio), interchangeable avec des mots comme bagnole , tire ou encore tacot.